# Ceuclum
Ceuclum war der Name einer römischen Siedlung im heutigen, an der Maas gelegenen Cuijk, einer Stadt in der niederländischen Provinz Noord-Brabant. Ceuclum entwickelte sich aus dem Vicus eines Auxiliarlagers.

## Lage
Ceuclum lag direkt am westlichen Ufer der Maas auf einer höher gelegenen Flussterrasse des Pleistozäns. Der Ort war rund 13 Kilometer von den Militärlagern der Ulpia Noviomagus Batavorum und gute sieben Kilometer vom spätrömischen Burgus Heumensoord entfernt. Er lag an der römischen Fernstraße, die von Tongern nach Nijmegen führte und an dieser Stelle laut Jan Kees Haalebos von einer Straße gekreuzt wurde, die der Niers folgend von Vetera/Colonia Ulpia Traiana herankam und von Ceuclum aus weiter nach Osten führte. Im modernen Stadtbild liegen die Relikte des ehemaligen Militärlagers und seines Vicus auf dem Gelände der zwischen 1911 und 1913 errichteten Sint Martinuskerk (Sankt-Martins-Kirche).